# Angraecum conchiferum
Angraecum conchiferum là một loài lan.